# Melencolia I
Melencolia I (Melancholie) is een gravure uit 1514 gemaakt door de Duitse renaissancekunstenaar Albrecht Dürer, 24 × 18,8 centimeter groot. De gravure is een allegorische compositie, die veelvuldig het onderwerp is geweest van kunsthistorische besprekingen. Ze toont een weemoedige gevleugelde figuur te midden van een onsamenhangende verzameling voorwerpen, waarvan de betekenis voor velerlei uitleg vatbaar is. Samen met Ridder, Dood en Duivel (1513) en De Heilige Hiëronymus in zijn studeervertrek (1514) wordt deze gravure vaak tot een reeks geschaard, die de Meisterstiche worden genoemd. Van de gravure zijn meerdere afdrukken gemaakt, die zich in een aantal musea, prentenkabinetten en particuliere verzamelingen bevinden.

## Afbeelding
De gevleugelde figuur wordt meestal geïnterpreteerd als een personificatie van de melancholie. Het is dus geen engel, maar een allegorisch personage: een abstract begrip, uitgebeeld als vrouw met attributen. Op de gravure is haar gezicht in schaduwen gehuld en ze steunt met haar hoofd op haar linkerarm. In haar rechterhand houdt ze een passer. Deze passer en de andere gebruiksvoorwerpen op de gravure houden verband met Geometria, de meetkunde, een van de zeven vrije kunsten die aan de basis van de artistieke schepping staan en waarmee Dürer volmaaktheid probeerde te bereiken in zijn kunstwerken. Melencolia draagt een lauwerkrans op haar hoofd en ze heeft een weelderige jurk aan, met in de plooien een geldbeurs en sleutels. Ze zit er verslagen bij en het lijkt alsof ze in gedachten verzonken is. Om haar heen is een veelvoud aan voorwerpen, figuren en andere compositie-elementen afgebeeld, die veelal geen duidelijk verband met haarzelf lijken te houden. Schuin voor haar zit een engeltje, een zogeheten putto, op een molensteen. Op de voorgrond, in de linkerbenedenhoek, ligt een bol op de grond. Iets meer op de achtergrond staat een polyeder afgebeeld. Men kan nog net de weerspiegeling van het gezicht van een man ontwaren op de polyeder. Tussen de twee geometrische figuren in ligt een uitgemergelde hond te slapen, die zo mager is dat de ribben duidelijk zichtbaar zijn.
Tegen de muur van een gebouw staat een ladder, die een aanwijzing lijkt te zijn dat het gebouw nog in aanbouw is. Aan dit gebouw hangen een weegschaal, een zandloper met daarboven een zonnewijzer, een bel en daaronder een magisch vierkant. Aan de slagschaduw van de zandloper kan men afleiden dat het tafereel wordt verlicht door maanschijnsel, dat rechtsboven invalt. Overal bevinden zich allerhande gebruiksvoorwerpen, van de kleine passer in de rechterhand van de vrouw tot de grote molen- of slijpsteen waarop de putto zit. Verspreid liggen gereedschap en objecten die verband lijken te houden met timmerwerk en architectuur: een hamer, een zaag, graveerstiften, een schaaf, spijkers, een meetlat, een nijptang, een smeltkroes, mogelijk voor het smelten van lood, en een tang voor de kooltjes. Linksachter de bol staan een pennendoos en een inktpot. Half verborgen onder de rok van het engelachtige wezen ligt een blaasbalg, die als zodanig geïdentificeerd kon worden aan de hand van een houtsnede van Hans Döring.
Op de achtergrond verlicht een vallende ster of een komeet een meer- of zeelandschap dat omlijst wordt door een regenboog. Mogelijk werd Dürer geïnspireerd door de komeet die werd waargenomen tijdens kerstmis in 1471, zijn geboortejaar. De regenboog doorsnijdt de horizon met een rechte hoek, wat er op duidt dat de lichtbron dicht bij de horizon ligt. De boog heeft geen strepen en is dunner dan een echte regenboog. Het zou dus heel goed om een maanboog kunnen gaan. Deze veronderstelling wordt versterkt door de komeet of vallende ster, die er op wijst dat het tafereel zich 's nachts afspeelt. In de verte, aan de kust, ligt een stad. Erboven vliegt een krijsend, vleermuisachtig wezen en op diens uitgestrekte vleugels is de titel van de gravure te lezen: "Melencolia I". Het is de enige gravure die Dürer ooit een titel heeft meegegeven.

### Magisch vierkant

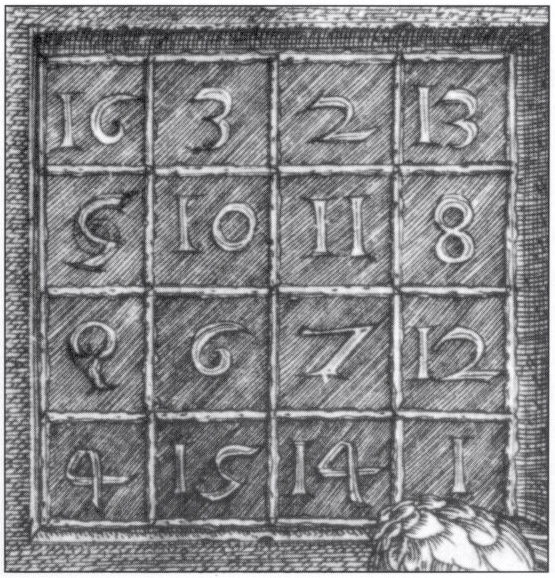
Het magische vierkant

In de muur van het gebouw is een magisch vierkant gebeiteld. Dit magisch vierkant is een vierkant schema waarin de cijfers 1 tot en met 16 eenmaal voorkomen, waarbij de getallen in elke kolom, rij en diagonaal alle dezelfde som opleveren, de zogeheten magische constante. De magische constante van het vierkant op deze gravure is 34. In het midden van de onderste rij staan de twee getallen 15 en 14, een verwijzing naar het jaar waarin de gravure is gemaakt.
De getallen in het magisch vierkant zijn als volgt gerangschikt:
| 16 | 3  | 2  | 13 |
| 5  | 10 | 11 | 8  |
| 9  | 6  | 7  | 12 |
| 4  | 15 | 14 | 1  |

Het magische vierkant heeft de bijzondere eigenschap dat ook elke van de vier kwadranten de som 34 opleveren. Ook de vier cijfers in het midden zijn bij elkaar opgeteld tezamen 34. Daarnaast heeft elk cijfer een symmetrische tegenhanger ten opzichte van het middelpunt, waarmee het tezamen steeds de som 17 oplevert. .

### Stijl en techniek
De prent is een kopergravure waarvan meerdere afdrukken zijn gemaakt. Eerst werden er een aantal voorstudies gemaakt, waarna Dürer met behulp van een burijn het tafereel op een koperen plaat graveerde. De koperen plaat legde men op een soort kussen en vervolgens werd er van rechts naar links gewerkt. Tijdens het proces maakten Dürer of zijn assistenten steeds proefdrukken, waarop het tafereel gespiegeld weergegeven werd en de rechterkant nog grotendeels onaf was.
De houtsnedes en gravures die Dürer na zijn reis naar Venetië maakte, verschillen qua stijl en techniek nogal van zijn eerdere werk. Het verschil tussen de twee stijlen lijkt op het verschil tussen een gewone, monochrome pentekening en een tekening op gekleurd papier waarop met loodwit of witte gouache lichteffecten zijn aangebracht, het zogeheten chiaroscuro of clair-obscur. Aanvankelijk werd deze manier van tekenen nagebootst in houtsnedes door gebruik te maken van twee verschillende blokken, elk met een andere kleur inkt. De omlijningen en zwaarste slagschaduwen werden dan op het eerste blok gesneden en met zwarte inkt gedrukt. Op het tweede blok werd de rest van het tafereel uitgesneden en dan met een lichtere kleur inkt gedrukt. Dit leverde dan een houtsnede met drie tonen op: wit, een middelste kleur en zwart. Zowel op een chiaroscuro als op dit soort houtsnedes werd een groter contrast tussen de lichtste en donkerste gedeeltes van het tafereel gesuggereerd door ze uit te zetten tegen een middelste kleur. Het enige verschil was dan dat bij de houtsnede de middelste kleur door drukinkt werd weergegeven en de lichteffecten door het papier, terwijl bij een chiaroscuro de middelste kleur door het papier werd weergegeven en de lichteffecten door verf of krijt. Echter, om bij gravures en gewone houtsnedes een soortgelijk effect te verkrijgen, moest Dürer met behulp van verschillende soorten arceringen werken. In tegenstelling tot zijn eerdere werk, waarbij het verloop van de wit-zwartintensiteit abrupt en bijna afwezig was, hadden zijn nieuwe gravures en houtsnedes een veel grote scala aan verschillend grijstinten, van bijna volledig donker tot bijna volledig licht en alles daar tussenin. Parallel-arceringen van gemiddelde dichtheid gaf de middelste kleur aan, terwijl kruisarceringen en parallel-arceringen van hogere dichtheid de donkerste kleur aangaven. De lichtste kleur werd als vanouds aangegeven door het weglaten van arceringen. In zijn oudere werk van voor zijn reis naar Venetië loopt intensiteit van licht naar donker, terwijl in zijn nieuwere werk, beginnend met gravures zoals Melencolia I, het eerst van licht naar neutraal en dan van neutraal naar donker loopt. Er is niet één kleurrichting, maar twee richtingen vanuit een gezamenlijk middelpunt, wat tot veel meer diepte en subtiliteit leidt. Dit is een manier van tekenen die voor het moderne oog vanzelfsprekend lijkt, maar op dat moment nog niet volledig ingeburgerd was. Deze nieuwe manier van werken vereiste twee veranderingen: allereerst moesten de arceringen gelijkmatig van richting en dikte zijn om niet verward te worden met de vormen van het afgebeelde. Ten tweede moesten er veranderingen aangebracht worden in de verdeling van de hoeveelheid lichte en donkere ruimte in de afbeelding. Aanvankelijk waren in zijn gravures en houtsneden betrekkelijk kleine donkere gedeeltes aangebracht, ten opzichte van de overvloed aan wit gelaten ruimte. In Dürers latere werk wordt het grootste gedeelte van een tafereel ingenomen door grote, grijze oppervlakken, die slechts hier en daar afgewisseld worden door helderwitte en diepzwarte gedeeltes.

### Monogram
In de rechterbenedenhoek van de gravure is het monogram van Dürer te zien, alsmede het jaartal waarin de gravure is gemaakt: 1514. Oorspronkelijk werden monogrammen door de eigenaar van een werk geplaatst, maar vanaf de vijftiende eeuw begonnen kunstenaars zelf hun werk te waarmerken, in navolging van andere beroepsgroepen die dat al veel langer deden. Dit was grotendeels een reactie op de veranderende kunstmarkt: kunstenaars begonnen steeds meer geld te verdienen aan het verkopen van prenten, die voor weinig geld in grote oplagen gedrukt konden worden. Omdat dit nogal fraudegevoelig was, voegden kunstenaars hun monogrammen toe aan de door hun gemaakte prenten, om te voorkomen dat anderen hun prenten onder eigen naam verkochten. Dürer was een van de eersten die stelselmatig zijn eigen werk waarmerkte door middel van een monogram. Dürer gebruikte hiervoor zijn initialen, een D en een A, die ineengevlochten waren tot een enkel teken.

## Context

### Albrecht Dürer

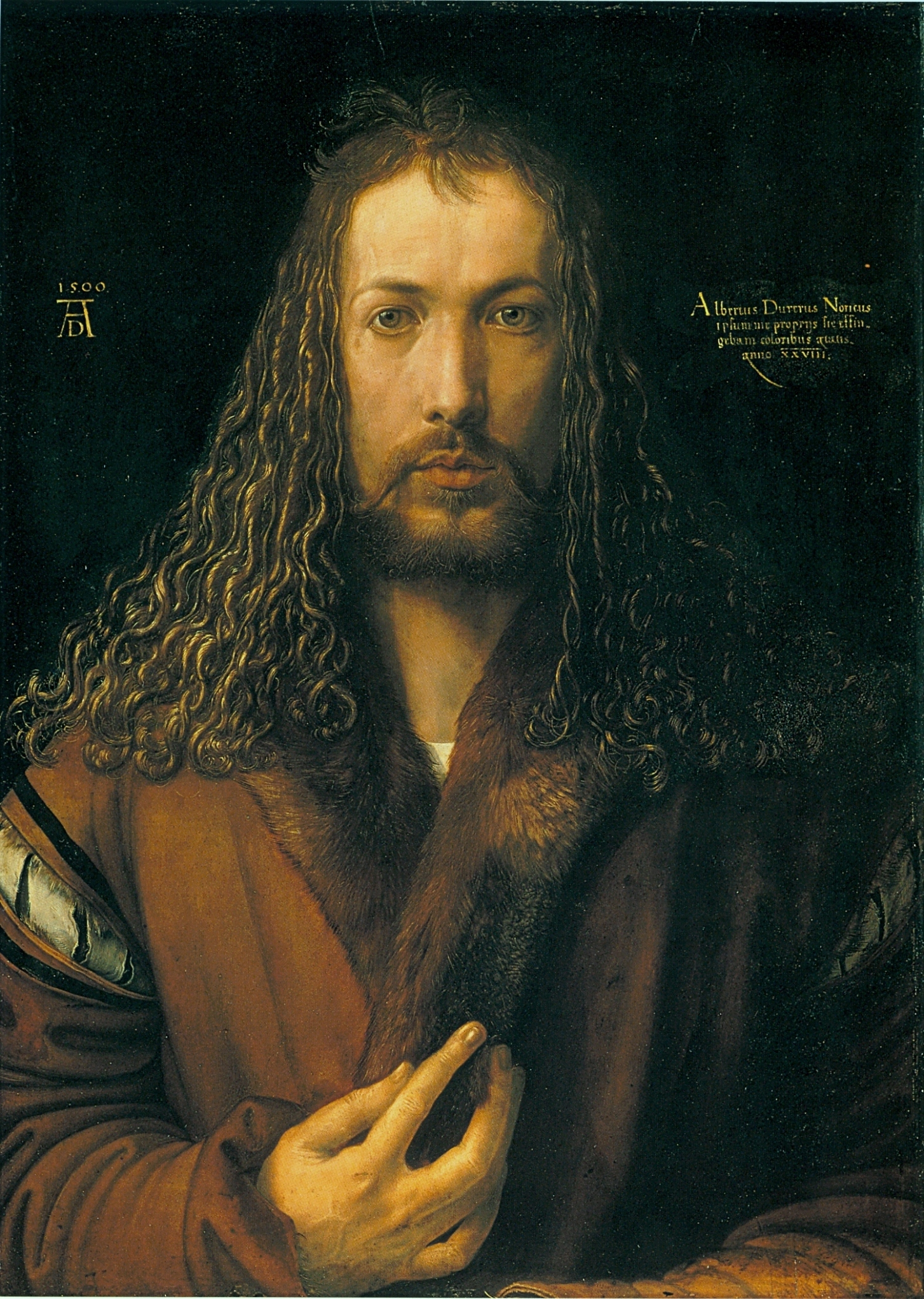
Zelfportret van Albrecht Dürer

Albrecht Dürer was een Duits kunstschilder, tekenaar, maker van houtsneden en kopergravures, kunsttheoreticus en humanist die de Noordelijke renaissance vertegenwoordigt. Hij werd in 1471 in Neurenberg geboren, waar hij in zijn jonge jaren zijn geld verdiende met het vervaardigen van houtsnedes voor boekillustraties. Dürer reisde twee keer af naar Italië, alwaar hij zich verdiepte in de ideeën en de werkwijze van Italiaanse renaissancekunstenaars, zoals Andrea Mantegna en Antonio del Pollaiolo. Hij onderhield contact met een aantal toonaangevende Italiaanse kunstenaars, waaronder Leonardo da Vinci, Rafael en Giovanni Bellini. Tegenwoordig wordt hij gezien als een van de meest vooraanstaande Duitse kunstenaars, degene die de ideeën van de renaissance naar Noord-Europa heeft gebracht. Ook was hij een van de weinige kunstenaars uit die tijdsperiode die al bij leven naamsbekendheid genoot. De verscheidenheid aan academische en artistieke vakgebieden waar hij zich mee bezighield maakten hem tot een vleesgeworden voorbeeld van de alles kunnende renaissancemens, de Homo universalis. Vooral zijn graveerwerk is vermeldenswaardig en hij is dan ook degene die dit tot een onafhankelijke kunstvorm heeft verheven. De opkomst van de prentkunst, die parallel loopt aan de ontwikkeling van de boekdrukkunst, zorgde ervoor dat Dürer de populairste en invloedrijkste Noord-Europese kunstenaar van zijn tijd werd. Zijn gravures werden veelal beïnvloed door de inzichten die hij opdeed vanuit zijn belangstelling voor de filosofie en de wetenschap. Hij hield zich met name bezig met het bestuderen van renaissance-concepten als perspectief, volmaakte schoonheid, de verhoudingen van het menselijk lichaam en harmonie. Ook was hij bevriend met humanistische geleerden als Willibald Pirckheimer en de filosoof Erasmus. Aangezien Dürer geen opleiding in de klassieken had genoten, wordt ervan uitgegaan dat de classicistische en humanistische kennis die ten grondslag liggen aan werken als Melencolia I een afspiegeling zijn van zijn gedachtewisselingen met Pirckheimer. Dürers belangstelling voor menselijke proporties leidde er verder toe dat hij in de jaren 1520 een boek uitgaf over de verhoudingen van de menselijke anatomie. Daarnaast schreef hij academische boeken over fortificatie en geometrie. In Melencolia I is zijn belangstelling voor de geometrie en de wiskunde in het algemeen goed terug te zien in de polyeder en het magische vierkant.

### Meisterstiche
In de periode 1513–1514 maakte Dürer een drietal kopergravures, die tegenwoordig samen bekendstaan als de Meisterstiche, de meestergravures: Melencolia I, Ridder, Dood en Duivel en De Heilige Hiëronymus in zijn studeervertrek. Ze dateren van een periode in de carrière van Dürer waarin hij zich uitsluitend richtte op het maken van gravures. Hij maakte in die tijdsspanne in het geheel geen schilderijen en houtsnedes meer: hij gebruikte enkel de graveerkunst om vorm te geven aan zijn ideeën over de kunst, filosofie en wetenschap. De drie Meisterstiche die in dit tijdsbestek vervaardigd zijn, hebben dezelfde grootte en complexiteit en zijn stilistisch hetzelfde. Van de 13 gravures die Dürer maakte in de periode 1513–1514 springen de Meisterstiche eruit vanwege hun uitzonderlijk nauwgezette uitvoering, grote formaat en overvloed aan complexe iconografie. De drie gravures vertegenwoordigen samen het toppunt van het graveerwerk van Dürer en waren meer voor kunstkenners dan voor het grote publiek bedoeld. Het is onduidelijk of Dürer de gravures als één reeks heeft bedoeld of als afzonderlijke kunstwerken, toevallig in dezelfde periode gemaakt. Veel wijst er op dat de gravures daadwerkelijk een samenhangend geheel vormen. Zo beschouwden tijdgenoten van Dürer ze als één groep en zo verzamelden ze ze ook. Ook vertonen ze opvallende overeenkomsten. Zo komen op alle drie steeds dezelfde zinnebeelden terug: een hond, een schedel en een zandloper.

De andere twee Meisterstiche
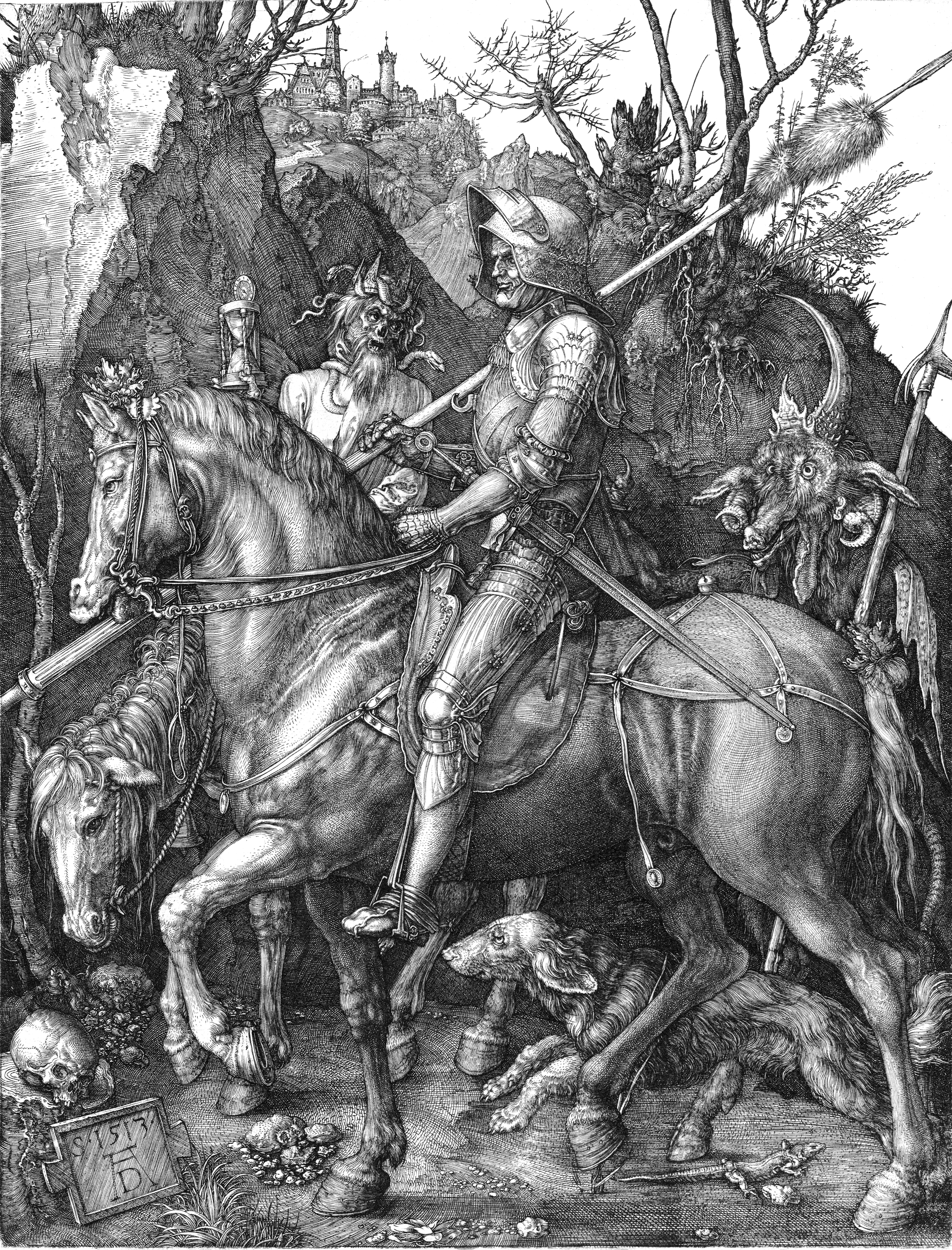
Ridder, Dood en Duivel
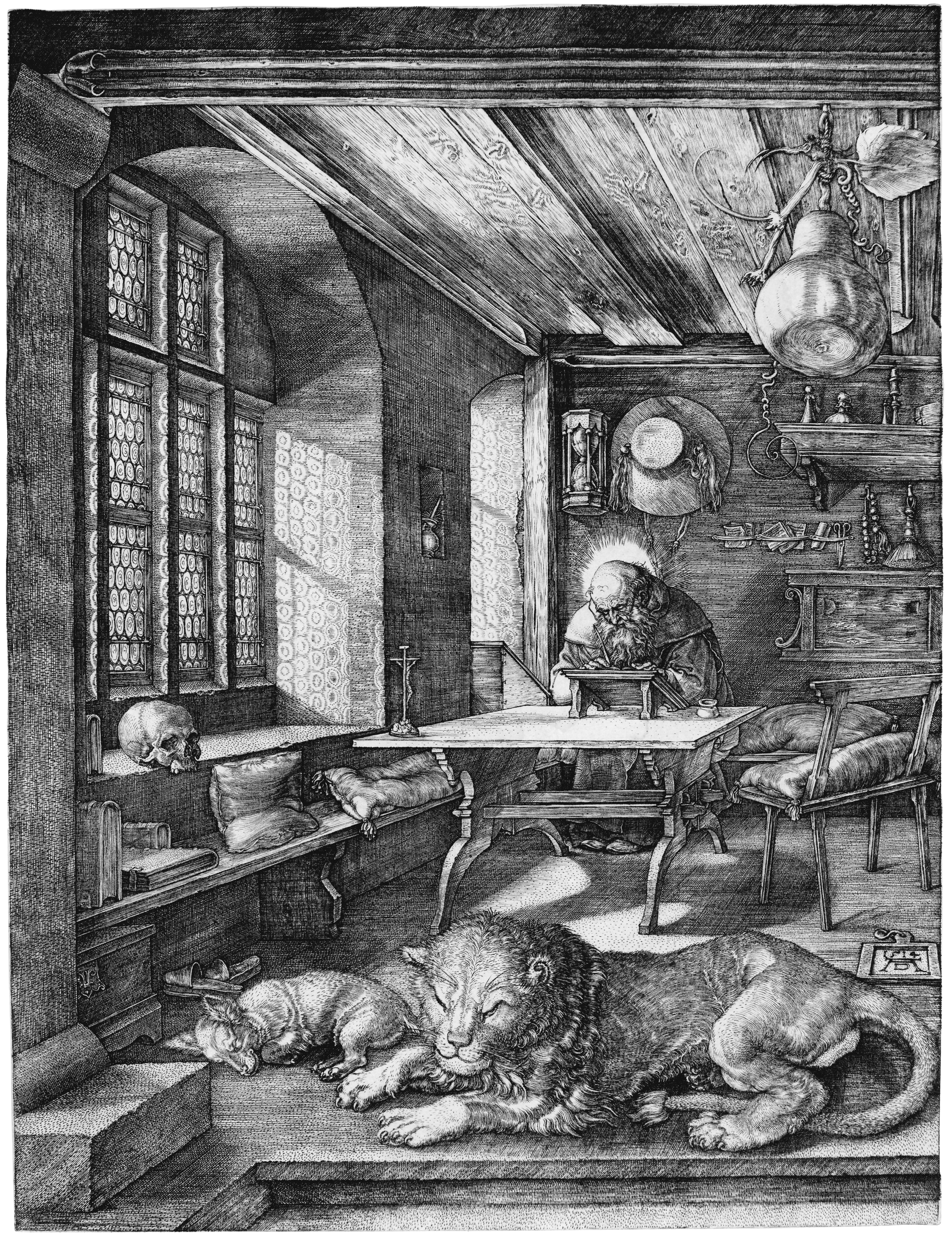
De Heilige Hiëronymus in zijn studeervertrek

## Interpretatie
De gravure is door verscheidene kunsthistorici in verband gebracht met allerlei verschillende kennisgebieden, zoals wiskunde, theologie, humanisme,  middeleeuwse geneeskunde en de klassieken. Over het algemeen wordt de gravure gezien als een verbeelding van de gemoedstoestand melancholie. Verder wordt er vaak gesteld dat de gravure een beschouwing is van het leven van hen die over creatief talent beschikken: kunstenaar, wetenschapper en filosoof. Vaak worden in besprekingen van de gravure de volgende personen genoemd: de occulte schrijver Heinrich Cornelius Agrippa von Nettesheim, de neoplatonische filosoof Marsilio Ficino, de met Dürer bevriende, Duitse, humanistische geleerde Willibald Pirckheimer en de Nederlandse filosoof Erasmus. Elk van hen had op enig moment, voor kortere of zeer lange tijd, contact met Dürer. Ook heeft Dürer over de polyeder, de geometrie en de middeleeuwse geneeskundige theorie van het humoralisme geschreven. Ook komen deze onderwerpen terug in zijn eerdere gravures en houtsneden.
De Duits-Amerikaanse kunsthistoricus Erwin Panofsky heeft een uitgebreide bespreking van Melencolia I opgenomen in zijn boek over Albrecht Dürer. De Duitse kunsthistoricus Peter-Klaus Schuster heeft zelfs een tweedelig boek geschreven over de gravure. Daarnaast zijn er talloze andere boeken en onderzoeken over de gravure verschenen, die raken aan allerlei aspecten van de gravure: van wiskundige onderzoeken over de polyeder tot esoterische publicaties over vermeende verbanden met vrijmetselarij, antikatholicisme , hiërogliefen, alchemie, astrologie of numerologie. De vele geschriften die Dürer heeft nagelaten, het scala aan kennisgebieden waar hij zich mee bezighield alsook zijn eerdere, goed gedocumenteerde gebruik van symbolisme maken dat een ondubbelzinnige interpretatie van de gravure moeilijk is.

### Vergelijking met de twee andereMeisterstiche

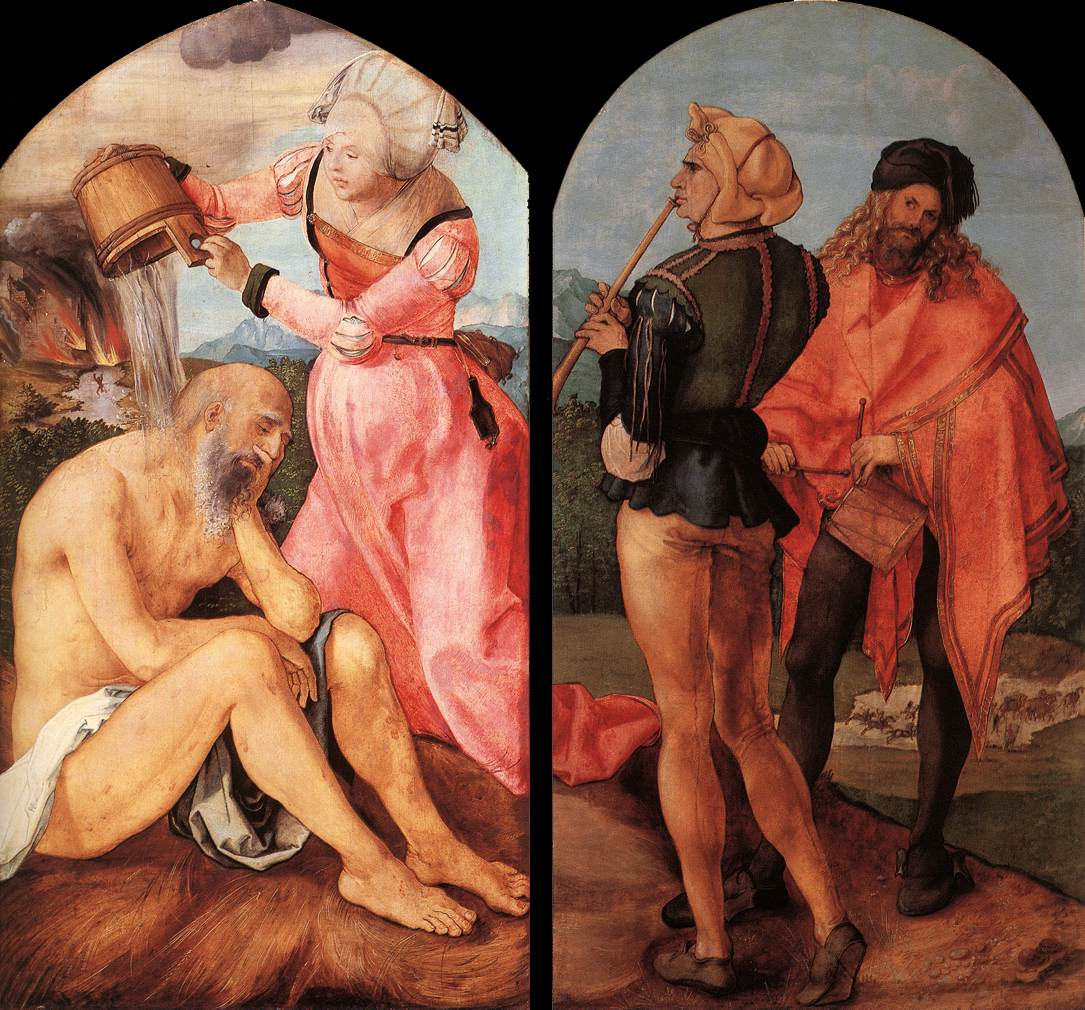
Jabach-altaarstuk. Job is de zittende, halfnaakte man links.

Erwin Panofsky stelt dat de composities van de drie Meisterstiche weinig overeenkomsten vertonen en dus vanuit een puur technisch oogpunt weinig met elkaar van doen lijken te hebben, maar dat de drie wel degelijk een eenheid vormen vanuit een spiritueel oogpunt. In navolging van de kunsthistoricus Friedrich Lippmann gaat hij ervan uit dat de drie Meisterstiche de drie deugden uit de middeleeuwse scholastiek vertegenwoordigen. De noest werkende Hiëronymus van Stridon op De Heilige Hiëronymus zou dan voor de godsdienstige deugd staan, de wilskracht van de ridder op Ridder, Dood en Duivel voor de morele deugd en de chaotische verzameling wetenschappelijke en kunstzinnige voorwerpen op Melencolia I voor de intellectuele deugd. In Melencolia wordt de kunstenaar, in de gedaante van een engel (?), geplaatst te midden van de rationele en denkbeeldige wereld van de kunst en de wetenschap.
De Heilige Hiëronymus lijkt een tegenhanger te zijn van Melencolia I: het opgeruimde studievertrek en het licht dat op het hoofd van Hiëronymus valt contrasteren met het in duisternis gehulde gelaat van Melencolia, haar gekwelde uitdrukking en de wanorde om haar heen. Panofsky stelt dat De Heilige Hiëronymus een leven in dienst van God tegenover een leven in wedijver met God stelt. De Heilige Hiëronymus dient God door zich toe te wijden aan het schrijven van de Vulgaat en bereikt vredige gelukzaligheid door middel van goddelijke wijsheid. Daartegenover staat de tragische onrust van de menselijke scheppingskracht, zoals die in Melencolia wordt afgebeeld: de gevleugelde figuur lijdt te midden van de wetenschappelijke en kunstzinnige voorwerpen. Hiëronymus zit geriefelijk achter zijn schrijftafel in zijn warme, zonovergoten studeervertrek, terwijl de engel voorovergebogen zit de grond aan een spaarzaam door maanlicht verlichte kust, in een houding die doet denken aan Job op het eveneens door Dürer gemaakte Jabach-altaarstuk. Hiëronymus wordt vergezeld door een leeuw en een weldoorvoede hond, terwijl de engel het moet stellen met een uitgemergelde hond en een sombere putto. Hiëronymus lijkt vredig verdiept te zijn in zijn godsdienstige arbeid, terwijl de engel er naargeestig en werkeloos bij zit. Het contrast is niet toevallig: Dürer gaf de twee prenten vaak samen cadeau en verzamelaars vergeleken de prenten. Dürer gaf op zijn minst zes exemplaren van Melencolia I samen met De Heilige Hiëronymus weg en slechts één exemplaar van Melencolia I afzonderlijk. Wel lijkt er een overeenkomst te zijn tussen Hiëronymus en de engel in de zin dat beiden in overpeinzingen zijn verzonken (vita contemplativa), wat weer contrasteert met de daadkrachtige ridder op Ridder, Dood en Duivel (vita activa).

### Humoralisme
De gravure wordt vaak in verband gebracht met het humoralisme, de leer van de vier lichaamssappen: bloed, slijm, zwarte gal en gele gal. Deze geneeskundige theorie werd al in de oudheid door de Griekse arts Hippocrates ontwikkeld, maar was ook tijdens de middeleeuwen in zwang. Elk van de vier lichaamssappen, of humores, beïnvloedde volgens deze theorie de gemoedstoestand, of temperament, van een mens op een eigen manier. Al naargelang de overheersende humor werden mensen grofweg ingedeeld in vier temperamenten: flegmatisch, cholerisch, sanguinisch en melancholisch. Melancholie werd in verband gebracht met een teveel aan zwarte gal in het lichaam. Het woord "melancholie" is dan ook afkomstig van het Griekse μέλας (melas: zwart) en χολή (cholè: gal). Er werd gedacht dat mensen die melancholisch waren vaker dan anderen gek werden en dus werd melancholie als de minst wenselijke van de vier humores geacht. In navolging van Aristoteles voegden de neoplatonisten uit Florence hier het idee aan toe dat melancholie verband hield met creativiteit. Zij benadrukten de positieve kanten van de melancholie en stelden dat creatieve mensen van nature melancholisch waren. Volgens hen was dit temperament een nuttig, maar gevaarlijk kenmerk, dat voorbehouden was aan filosofen, dichters en kunstenaars. Zo beschreef de neoplatonische filosoof Marsilio Ficino in zijn boek De triplici vita ('Drie boeken over het leven', 1489) de verwantschap tussen het melancholische temperament en de intellectuele creativiteit. Deze nieuwe opvattingen verhoogden het aanzien van melancholie aanzienlijk, maar brachten tegelijkertijd een dualiteit naar voren waarvan de kunstenaar zich uitermate bewust moest zijn: de melancholie schonk hem zijn talent, maar dit ging samen met het verschrikkelijke risico dat hij gek kon worden door diezelfde melancholie.
"Melencolia" is een verouderde spelling van het woord "melancholie" en er wordt dan ook verondersteld dat Melencolia I een spiritueel zelfportret is, in de zin dat het een verbeelding is van de geestesgesteldheid van Dürer zelf. De engel zou dan enerzijds de verpersoonlijking van het begrip "melancholie" zijn en anderzijds symbool staan voor de kunstenaar. Melencolia I bouwt voort op het idee dat melancholie het onderscheidende kenmerk van een mens met scheppingsvermogen is door de kunstenaar met de melancholie te vereenzelvigen in de gedaante van de engel.

### De Occulta Philosophia
Waarschijnlijk verwijst de titel van de gravure naar de occulte verhandeling De Occulta Philosophia, geschreven door Heinrich Cornelius Agrippa. In navolging van Marsilio Ficino bedacht hij dat er drie categorieën van creativiteit bestonden en dus drie soorten melancholische mensen: melencholia imaginativa (de verbeelding), melencholia rationalis (de rede) en melencholia mentalis (de bezieling). Het Romeinse cijfer "I" zou dan verwijzen naar de eerste van de drie categorieën, de verbeelding, en dus niet naar de nummering van een nooit voltooide reeks gravures over het melancholische temperament, zoals weleens gedacht wordt. De melancholia imaginativa werd door Cornelius Agrippa als laagste van de drie in de hiërarchie van creativiteit geacht.

### Duiding van de individuele compositie-elementen

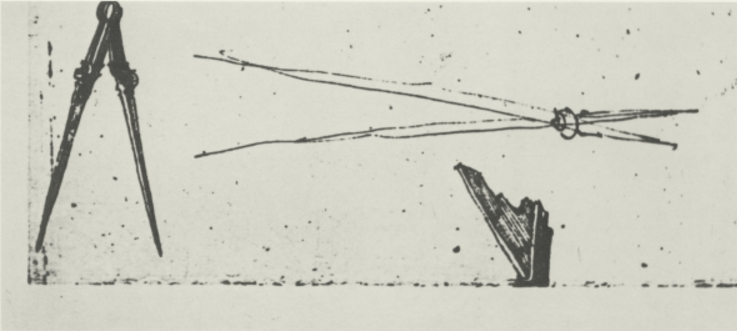
Voorbereidende schets van de passer, uit 1514.

De verslagen houding van de engel, die somber met haar hoofd op de linkerarm steunt, vertegenwoordigt het door overpeinzingen veroorzaakte onvermogen om tot daden te komen. Het hieraan verwante melancholische temperament wordt in verband gebracht met luiheid, een van de zeven hoofdzonden van de Rooms-Katholieke Kerk. Volgens Szilvia Bodnár van het Szépművészeti Múzeum in Boedapest is de lauwerkrans van de engel van fijne waterranonkel en witte waterkers gemaakt. Dit zou als bescherming dienen tegen kou en droogte, de kenmerken van het melancholische temparement volgens het humoralisme.
Vrouwelijke figuren die de geometrie moeten voorstellen in beeldende kunst uit de middeleeuwen en de renaissance, houden vaak een passer vast. Andrew C. Weislogel, curator bij het Herbert F. Johnson Museum of Art van de Cornell-Universiteit, stelt dat de passer een verwijzing is naar God, "de grote meetkundige", die de hemelen en de aarde meet met zijn goddelijke passer. De engel, die volgens Weislogel vereenzelvigd kan worden met Dürer, voelt zich ontoereikend en neerslachtig bij het zien van zulk een bovenmenselijk scheppend vermogen.
Dürer schreef op een voorbereidende tekening voor de gravure dat een sleutelbos voor macht staat en dat een geldbuidel rijkdom moet voorstellen. Weislogel stelt daarom dat de sleutels en de geldbuidel, die aan de riem van de engel hangen, verwijzen naar het onvermogen om macht en rijkdom te verkrijgen. Voor hen die door een weemoedige gemoedstoestand als het ware verlamd zijn en niet tot daden kunnen komen, is macht en rijkdom een nutteloos en onhaalbaar doel.
Volgens Erwin Panofsky verwijzen het uitgemergelde hondje en het vleermuisachtige nachtdier naar het melancholische temperament. Daarnaast zouden volgens hem de lauwerkrans en het magische vierkant talismannen zijn, die de helende krachten van Jupiter zouden moeten aantrekken om de door Saturnus veroorzaakte melancholie teniet te doen.

## De polyeder van Dürer

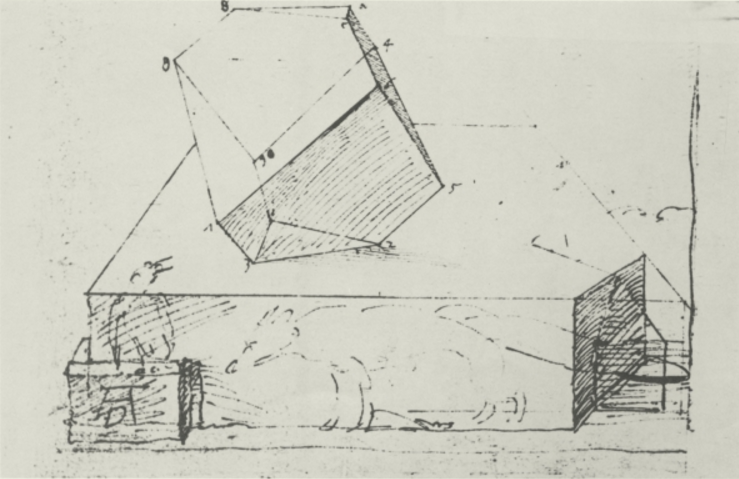
Voorbereidende schets van de polyeder uit 1514. De polyeder is hier gespiegeld getekend.

Model van de polyeder

In de Engelstalige wetenschappelijke literatuur wordt de polyeder op de gravure "Dürer's solid" ('polyeder van Dürer') genoemd. De precieze wiskundige benaming van dit veelvlak is de afgeknotte driehoekige trapezoëder. De polyeder is in de wetenschappelijke wereld uitvoerig bestudeerd en het onderwerp van wetenschappelijk debat over de precieze vorm geweest. Walter L. Strauss schreef in 1972 in zijn boek over de gravures van Albrecht Dürer dat het om een afgeknotte, verkeerd getekende kubus ging. Volgens een onderzoek van Terence Lynch zijn de meeste wetenschappelijke bronnen het er echter over eens dat het om een afgeknotte romboëder gaat. Een romboëder verschilt van een kubus doordat alle vlakken ruiten zijn in plaats van vierkanten. Met het begrip "afknotting" wordt in de meetkunde bedoeld dat op de plek van de hoekpunten - in dit geval twee tegenover gelegen hoekpunten - een deel van de polyeder vlak wordt afgesneden, waardoor de hoekpunten vervangen worden door een nieuw vlak. Ondanks de overeenstemming dat de polyeder op Melencolia I een afgeknotte romboëder is, zijn er veel verschillende onderzoeken verschenen over de precieze meetkundige kenmerken hiervan:
- In 1957 publiceert D.H. Richter een onderzoek over de proporties en het perspectief van Melencolia I. Hij heeft hierin ook de romboëder op de gravure onderzocht. Hij beweert dat de korte en de lange diagonalen van de ruiten zich met een ratio 5:6 tot elkaar verhouden. Hieruit volgt dat de scherpe hoeken van de ruiten 80° zijn.[21]
- In 1980 concludeert E. Schröder echter dat de ratio √3:2 is. Hieruit volgt dat de scherpe hoeken ongeveer 82° zijn.[21] Ook Terence Lynch komt in 1982 tot deze conclusie.[20]
- In 1981 meet Caroline MacGillavry de tekening en zij komt tot de conclusie dat de hoek ongeveer 79° is. Net als geoloog en mineraloog Wolf von Engelhardt beweert zij dat Dürer de keuze voor deze hoek baseerde op calcietkristallen, waarin van nature zulke hoeken voorkomen.[21][22]
- In 1999 publiceert Peter Schreiber een wetenschappelijk artikel in Historia Mathematica. Hij komt op basis van een analyse van Dürers geschriften tot de conclusie dat alle hoekpunten van de polyeder op dezelfde denkbeeldige bol liggen, de driedimensionale versie van een omschreven cirkel. Ook beweert hij dat de scherpe hoeken van de ruiten 72° zijn.[23][24]
- In 2004 analyseert Hans Weitzel een schets uit 1510, eveneens gemaakt door Dürer, waarop eenzelfde soort polyeder afgebeeld is. Hij bevestigt de Schreibers hypothese dat de polyeder een omschreven bol heeft, maar komt tot de conclusie dat de scherpe hoeken van de ruiten ongeveer 79,5° zijn.[25]
- In 2009 beweert de Japanse onderzoeker Ishizu Hideko dat de polyeder bedoeld is als een oplossing voor het probleem van de verdubbeling van de kubus. Dürer schreef in 1525 over dit beroemde meetkundige probleem in zijn boek over geometrie, Underweysung der Messung mit dem Zirckel und Richtscheyt. Ook noemt Hideko een aantal geleerden, zoals Paul Grodzinski in 1955, die Schreibers theorie aanhingen dat de scherpe hoeken 72° zijn. Hideko schrijft dat deze 72°-theorie meer door esthetische ideeën over regelmatige vijfhoeken en de gulden snede zijn ingegeven dan een daadwerkelijke empirische analyse van de polyeder zelf.[22][26]

## Invloed

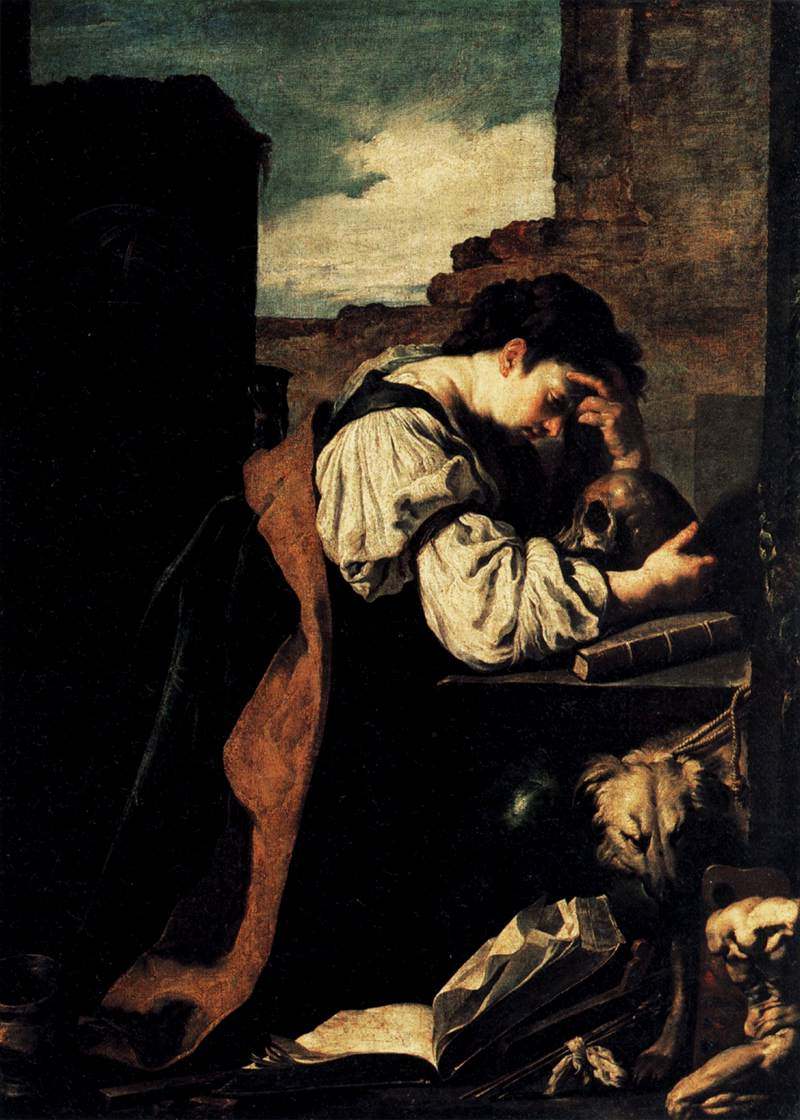
Melancholie (Italiaans: Melancholia) van Domenico Fetti

Veel kunstenaars hebben in navolging van de gravure gelijksoortige kunstwerken gemaakt. Het schilderij Melancholie uit 1610 van Domenico Fetti is hiervan een goed voorbeeld. Dit schilderij toont een weemoedige vrouw met een schedel in haar hand. Ook op dit schilderij is een hondje te zien. In het Palazzo Vecchio bevindt zich een fresco uit 1553, gemaakt door Giorgio Vasari, waarop ook een personificatie van de melancholie is afgebeeld, omringd door wiskundige instrumenten. Een gravure van Hans Beham uit 1539, die duidelijk een kopie is van de oorspronkelijke gravure van Dürer, toont een gevleugelde vrouw die een passer vasthoudt die ze op een bol laat rusten. De afstand tussen de twee punten van de passer is op deze gravure gelijk aan de straal van de bol.
Een aantal schrijvers hebben op verschillende manieren de gravure in hun boeken of gedichten verwerkt. De Franse filosoof Jean-Paul Sartre koos in eerste instantie de titel Mélancholia voor zijn eerste roman, een verwijzing naar Dürers gravure, maar zijn uitgever stelde uiteindelijk de titel La Nausée voor, waarmee Sartre akkoord ging. De Zwitserse dichter Gottfried Keller schreef in 1848 het gedicht Melancholie. In de laatste strofe van dit gedicht noemt hij Albrecht Dürer en stelt hij dat de engel de belichaming is van de artistieke verbeelding.
Voor het Museum Tucherschloss in Neurenberg staat een beeldhouwwerk van Hubertus Hess genaamd Polyeder der Melencolia I, dat bestaat uit een plat vlak met daarop twee vleugels en de polyeder van Dürer.